# Waldemar VI van Anhalt
Waldemar of Woldemar VI (1450 - 1 november 1508) was van 1471 tot zijn dood vorst van Anhalt-Köthen. Waldemar VI was de stamvader van de Oudere linie Anhalt-Köthen, een tak van de Ascanische dynastie.

## Biografie

### Jeugd
Waldemar was de oudste zoon van George I van Anhalt (1413-1473) en diens vierde vrouw Anna van Lindow-Ruppin († 1513). Waldemar bracht zijn jeugd door aan het hof van hertog Willem III de Dappere in Weimar. Over zijn opvoeding is nauwelijks iets bekend.

### Delingen
George I had twaalf kinderen die hun kindertijd overleefden. Voor twee van zijn dochters sloot hij huwelijken met de grafelijke huizen van Hohnstein en Oldenburg en twee andere dochters wist hij te laten verkiezen tot abdis van Gernrode en Gandersheim. De drie overige dochters werden non in het klooster van Brehna. Om een conflict over de erfopvolging tussen zijn vijf zoons te vermijden besloot George I op 22 december 1471 om zijn gebieden te verdelen, waarbij Waldamar en zijn halfbroer George II Anhalt-Köthen kregen.
Waldemar kreeg van zijn vader de opdracht om diens gebieden in twee delen met vergelijkbare inkomsten samen te stellen: een deel rond Köthen en een deel rond Dessau. Ook de schulden werden verdeeld. Omdat het Dessauer deel meer opbracht dan het Köthense kreeg het ook een groter deel van de schulden toebedeelt. George I droeg de heerlijkheid Köthen met alle "manschappen, steden, vlekken en dorpen, gerichten, enzovoort" over aan Waldemar VI en zijn jongere zoon George II. Zelf nam George I samen met zijn zoons Sigismund III en Ernst het gebied rond Dessau over.

## Huwelijk en kinderen
Waldemar was getrouwd met Margaretha van Schwarzburg (1464-1539), de enige overlevende dochter van graaf Günther XXXVI van Schwarzburg-Blankenburg. Waldemar en Margaretha kregen vier kinderen:
- Waldemar, overleed op jonge leeftijd
- Barbara († 1532), getrouwd met Hendrik IV van Meißen († 1519) en Jan Kolowrat († na 1580)
- Wolfgang (1492-1566), vorst van Anhalt-Köthen
- Margaretha (1494-1521), getrouwd met keurvorst Johan van Saksen (1468-1532)